# 雙翠樂園
雙翠樂園（英語：Double Cui Paradise），是台灣中部一處已歇業民營風景遊樂區。原址位於臺中市新社區崑山里（時為臺中縣新社鄉崑山村）。開園時間不詳。
雙翠樂園原經營者係利用大甲溪支流食水嵙溪上的一個攔水壩（雙翠水壩）所形成的人工湖泊，於湖畔建設各式小套房、小木屋，以供遊客渡假休憩之用。商家提供腳踏船、快艇等多種船隻，供遊客乘船遊湖，並於湖面上架設繩索橋、纜車，可供瀏覽湖面風光。湖畔另設有露營、烤肉、游泳池等設施，提供多樣化的休閒娛樂選項。
1999年的九二一大地震，該園受到重創、毀損嚴重，遂停業至今。
依據2008年9月的新聞報導，雙翠樂園因產權糾紛，已廢棄多年，還曾發生民眾擅闖入內戲水意外溺斃的事件。。